# Acacia stellaticeps
Acacia stellaticeps é uma espécie de leguminosa do gênero Acacia, pertencente à família Fabaceae.